# Zastava Gruzije
Zastava Gruzije (gru. საქართველოს სახელმწიფო დროშა), je takozvana zastava s pet križeva, vraćena u službenu upotrebu 14. siječnja 2004. poslije skoro 500 godina. Ova zastava je važila i u gruzijskoj kraljevini u srednjem vijeku i korištena je kao službeni simbol Ujedinjenog Nacionalnog pokreta koji je došao na vlast 2004. godine.

## Povijest zastave
Zastava je upotrebljavana još od 13. stoljeća. Srednji element je Križ sv. Jurja (kao na zastavi Engleske) koji je svetac zaštitnik Gruzije. Dodatni križevi su nastali u vrijeme vladavine Đure V., koji je iz Gruzije istjerao Mongole. Dizajn je u to vrijeme bio pod utjecajem grba Jeruzalemskog kraljevstva. 
Zastava je prestala da se upotrebljava kasnije, ali je ponovo vraćena u upotrebu u okviru gruzijskog domoljubnog pokreta nakon raspada SSSR-a. Uz veliku podršku naroda i crkve predložen je zakon o vraćanju zastave u upotrebu 1999. godine, predsjednik Eduard Ševardnadze je spriječio usvajanje. Zastavu su koristili opozicionari predvođeni Mihailom Saakašvilijem. 
Po smjeni vlasti u Gruziji, zastava je službeno usvojena.

## Ranije zastave Gruzije
Zastava Gruzije u vrijeme kratkotrajne Demokratske Republike Gruzije, ukinuta za vrijeme SSSR-a i službeno vraćena 1990. godine.
Tijekom SSSR-a, Gruzija je promijenila nekoliko varijanti zastave baziranih na zastavi SSSR-a.

### Povijesne zastave
- Zastava Kraljevine Abhazije, 778. – 888.
- Zastava Kraljevine Gruzije, 1008. – 1490.
- Zastava kraljice Tamare Gruzijske, usvojena tijelom njene vlasti
- Zastava Demokratske Republike Gruzije, 1918. – 1921.
- Zastava Gruzijske SSR, 1921. – 1937.
- Zastava Gruzijske SSR, 1937. – 1952.
- Zastava Gruzijske SSR, 1921. – 1990.
- Zastava Gruzije; 1990. – 2004.

## Dizajn

### Boje
| Model boja | Crvena      | Bijela      |
| ---------- | ----------- | ----------- |
| RGB        | 255-0-0     | 255-255-255 |
| CMYK       | 0-100-100-0 | 0-0-0-0     |
| HTML       | #FF0000     | #FFFFFF     |

## Vanjske poveznice
- "Gruzija", Flags of the World